# Graffenrieda caryophyllea
Graffenrieda caryophyllea är en tvåhjärtbladig växtart som beskrevs av José Jéronimo Triana. Graffenrieda caryophyllea ingår i släktet Graffenrieda och familjen Melastomataceae. Inga underarter finns listade i Catalogue of Life.